# Rauisuchidae
Famille
Les Rauisuchidae forment une famille éteinte de Pseudosuchia ayant vécu au Trias.

## Présentation
Il y avait un certain désaccord sur lesquels des genres de la famille devaient être assignés à la famille des Prestosuchidae ou des Poposauridae. Aujourd'hui, on reconnait que les membres de cette famille sont bien distincts des autres. Les Rauisuchidae sont présents pendant l'ensemble du Trias si l'on considère certains taxons comme Tsylmosaurus ou Vytshegdosuchus comme appartenant à la famille.
Une première analyse cladistique sur les Archosaures crocodyliens incluait Lotosaurus, Fasolasuchus et Batrachotomus au sein des Rauisuchidae. Toutefois, une étude plus récente a révélé que Batrachotomus était plus étroitement lié au Prestosuchidae qu'aux Rauisuchidae. En outre, Lotosaurus a été assigné aux Ctenosauriscidae, un clade de Pseudosuchia possédant de grandes voiles dorsales semblables à Dimetrodon, mais il fut récemment retiré de celle-ci pour aller dans une famille portant son nom : les Lotosauridae. Fasolasuchus est encore considéré comme appartenant aux Rauisuchidae, mais il y a des doutes.
Deux genres précédemment classés parmi les Poposauridae sont aujourd'hui considérés comme étant des Rauisuchidae : Teratosaurus et Postosuchus.

## Description
Les Rauisuchidae sont les plus grands prédateurs terrestres du Trias, mesurant 6 mètres de longueur ou plus. L'un des plus grands membres de cette famille est Fasolasuchus, possédant une taille comparable à celle de Allosaurus ou même de Tyrannosaurus. Ils devaient sans doute chasser de grands prosauropodes comme Melanorosaurus. Malgré leur grande taille et toutes leurs années d'évolutions, ceux-ci ont totalement disparu à la fin du Trias, probablement à cause de changements environnementaux ou bien à cause de l'impact d'un astéroïde.

## Liste de genres
| Genre             | Statut | Période         | Répartition |
| ----------------- | ------ | --------------- | ----------- |
| Arganasuchus      | Valide | Trias supérieur | Maroc       |
| Dongusuchus       | Valide | Trias moyen     | Russie      |
| ? Fasolasuchus    | Valide | Trias supérieur | Argentine   |
| ? Fenhosuchus     | Valide | Trias supérieur | Chine       |
| Heptasuchus       | Valide | Trias supérieur | États-Unis  |
| Jushatyria        | Valide | Trias moyen     | Russie      |
| Luperosuchus      | Valide | Trias moyen     | Argentine   |
| Polonosuchus      | Valide | Trias supérieur | Pologne     |
| Postosuchus       | Valide | Trias supérieur | États-Unis  |
| Procerosuchus     | Valide | Trias supérieur | Brésil      |
| Rauisuchus        | Valide | Trias moyen     | Brésil      |
| Stagonosuchus     | Valide | Trias moyen     | Tanzanie    |
| Teratosaurus      | Valide | Trias supérieur | Allemagne   |
| ? Ticinosuchus    | Valide | Trias moyen     | Suisse      |
| Tikisuchus        | Valide | Trias supérieur | Inde        |
| ? Tsylmosuchus    | Valide | Trias inférieur | Russie      |
| Vjushkovisaurus   | Valide | Trias moyen     | Russie      |
| ? Vytshegdosuchus | Valide | Trias inférieur | Russie      |